# 大和哲将
大和 哲将（やまと てっしょう、2005年6月13日 - ）は、日本のラグビー選手。

## プロフィール
- 宮崎県出身[1]。
- ポジションはセンター(CTB)。
- 身長 170cm、体重 80kg
- 7人制日本代表に選ばれたことがある[2]。

## 略歴
2024年、佐賀工業高校卒業後、明治大学に入る。なお佐賀工業高校時代、主将を務めて、高校日本代表に選ばれたことがある。同年6月、世界学生選手権の7人制ラグビー日本代表メンバーに選ばれた。